# Geografski leksikon
Geografski leksikon je rječnik geografskih imena, važna referencija za informacije o mjestima i mjesnim imenima (Vidi: Toponomastika), te se obično koristi skupa s kartom ili atlasom. Obično sadržava informacije o geografiji neke države, egije ili kontinenta kao i socijalnu statistiku i fizička obilježja poput planina, rijeka ili prometnica. Informacije koje se mogu pronaći u geografskom leksikonu jesu npr. lokacija mjesta, dimenzije fizičkih obilježja, stanovništvo, BDP, stopa pismenosti, itd. Informacije su općenito podijeljene u glavne teme s natuknicama razvrstanima po abecednom redu.
Geografski leksikoni antičke Grčke nastali su prije helenističke ere. Prvi poznati kineski geografski leksikon pojavio se u 1. stoljeću, a raširena uporaba i stvaranje geografskih leksikona išla je paralelno s otkrićem tiskanih medija tako da je u Kini do 9. stoljeća kinesko plemstvo započelo ulagati u stvaranje geografskih leksikona namijenjenih lokalnim područjima. Iako su geografski leksikoni prvenstveno bili izvor informacija, oni su ujedno pokazivali i lokalni ponos. Geograf Stefan iz Bizantija napisao je u 6. stoljeću geografski rječnik koji se do danas sačuvao samo u fragmentima, a koji je utjecao na kasnije europske urednike geografskih leksikona sve do 16. stoljeća. Moderni geografski leksikoni mogu se pronaći u referentnim odsjecima većine knjižnica kao i na webu.

## Nazivi u drugim jezicima
Pojam geografski leksikon ne koristi se u svim jezicima jednako. U njemačkom jeziku koristi se geographisches Lexikon što odgovara hrvatskoj inačici. Francuski jezik za geografski leksikon koristi izraz répertoir géographique, dok u engleskom jeziku postoji zasebna riječ sa specifičnom etimologijom, gazetteer. Oxford English Dictionary definira "gazetteer" kao "geografski indeks ili rječnik". Kao primjer naziva navodi djelo britanskog povjesničara Laurencea Echarda iz 1693. s naslovom "The Gazetteer's: or Newsman's Interpreter: Being a Geographical Index". Echard je napisao kako mu je naslov "Gazetteer's" predložila "vrlo istaknuta osoba" čije ime nije htio otkriti. Za drugi dio svojeg djela objavljenog 1704. koristio je za naslov knjige "the Gazeteer' simply". Time je uvedena riječ 'gazetteer' u engleski jezik. Povjesničar Robert C. White pretpostavlja kako je Echardova "vrlo istaknuta osoba" bio njegov kolega Edmund Bohun, a kao razlog neotkrivanja njegova imena naveo je Bohunovu povezanost s jakobitskim pokretom.
Od 18. stoljeća engleski izraz "gazetteer" dobio je dodatno značenje uz ono tradicionalno (tj. značenje geografskog rječnika), te je počeo označavati dnevne novine kao što je London Gazetteer.

## Tipovi i organizacija
Geografski leksikoni često se kategoriziraju po vrsti, opsegu i prikazanoj informaciji. Svjetski geografski leksikoni obično se sastoje od abecednog popisa država s relevantnim statističkim podacima za svaku od njih, a neki geografski leksikoni čak popisuju informacije o pojedinim gradovima, selima i ostalim naseljima različitih veličina. Kratki geografski leksikoni često udruženi s računalnom izradom karata i GIS-om mogu jednostavno sadržavati popis naziva mjesta zajedno s njihovim lokacijama određenima geografskom širinom i dužinom ili drugim prostornim referencijalnim sustavom (npr. British National Grid). Kratki geografski leksikoni pojavljuju se u obliku toponimskih indeksa na kraju većih objavljenih atlasa. Deskriptivni geografski leksikoni mogu uključivati dugačke tekstualne opise mjesta koja navode, uključujući objašnjavanje industrija, vlasti i geografije zajedno s povijesnim perspektivama, kartama i/ili fotografijama. Tematski geografski leksikoni popisuju mjesta ili geografska obilježja prema temi; primjerice ribarske luke, nuklearne elektrane ili povijesne građevine. Njihov zajednički element je geografska lokacija kao važan atribut popisanih obilježja.
Urednici geografskih leksikona sakupljaju činjenice i ostale informacije iz službenih vladinih izvješća, popisa stanovništva i trgovačkih komora zajedno s mnogim drugim izvorima, te ih organiziraju u prikladnom obliku.

## Povijest

### Zapadni svijet

#### Helenistička i grčko-rimska era
U svojem novinskom časopisu "Alexander and the Ganges" (1923), povjesničar W.W. Tarn govori o listi i opisu satrapija u Aleksandrovu Carstvu koji su napisani negdje između 324. i 323. pr. Kr. u obliku geografskog leksikona. Tarn bilježi kako dokument ne bi smio biti stariji od lipnja 323. pr. Kr. jer prikazuje Babilon kojeg još nisu razdijelili Aleksandrovi generali. Dokument je revidirao grčki povjesničar Diodor Sikul u 1. stoljeću pr. Kr. U 1. stoljeću pr. Kr. Dionizije iz Halikarnasa spominje pisanje logografa u obliku kronika u razdoblju prije pojave osnivača grčke historiografske tradicije Herodota (tj. prije 480-ih pr. Kr.), govoreći kako "oni nisu pisali povezane zapise, već su ih razdijelili prema narodima i gradovima, uzimajući svakog posebno". Povjesničar Truesdell S. Brown tvrdi kako bi se ono što Dionizije opisuje u svojem citatu o logografima trebalo kategorizirati ne kao prava "povijest" već radije kao geografski leksikon. U raspravi o grčkoj koncepciji riječne delte u starogrčkoj književnosti Francis Celoria bilježi kako su Ptolomej i Pauzanije u 2. stoljeću po. Kr. dali geografskom leksikonu informacije o geografskim pojmovima.
Možda su grčkim geografskim leksikonima prethodili staroegipatski. Iako ne označuje dokument specifično kao geografski leksikon, Penelop Wison (PhD, predavačica na Odjelu za arhitekturu na Sveučilištu u Durhamu) opisuje staroegipatski papirus pronađen na lokalitetu Tanis, Egipat (grad osnovan tijekom Dvanaeste egipatske dinastije) koji daje sljedeći prikaz za svako administrativno područje Egipta u to vrijeme:
…ime prijestolnice noma, njezine svete barke, njezinog svetog stabla, njezinog groblja, datum njezina festivala, imena zabranjenih objekata, lokalnog gradskog boga, zemlje i jezera. Ova zanimljiva kodifikacija podataka koju je vjerojatno izradio svećenik paralelena je vrlo sličnim izdanjima podataka na zidovima hrama u Edfuu, primjerice.

#### Srednjovjekovno i rano moderno doba
Domesday Book koji je 1086. inicirao Vilim I. Osvajač bio je vladin elaborat o administrativnim grofovijama Engleske. Koristio se za procjenu imovine seoskih gospodarstava i zemljoposjednika radi učinkovitog prikupljanja poreza. U elaboratu su popisani brojni engleski dvorci. Znanstvenici raspravljaju o točnom broju koji je zapravo referenciran u knjizi. Kako god bilo, Domesday Book sadrži detaljnu činjenicu da je uništeno 3.558 registriranih kuća u 112 različitih okruga na popisu, a 410 uništenih kuća bilo je izravna posljedica izgradnje i širenja dvoraca. Edward II. od Engleske inicirao je 1316. izradu elaborata Nomina Villarum. To je popis svih administrativnih podjedinica u Engleskoj koje je država mogla iskoristiti radi procjene koliko se mnogo vojnih snaga moglo regrutirati i pozvati iz svake regije. Engleski kartograf i topograf iz tudorske ere John Norden (1548–1625) napisao je Speculum Britanniae (1596), djelo koje sadrži abecedni popis mjesta u Engleskoj s naslovima koji pokazuju njihove administrativne stotine i referencirani su na karte u privitku. Theatre of the Empire of Great Britaine Johna Speeda iz 1611. sadrži geografske leksikone za sve grofovije u Engleskoj s ilustriranim kartama, kratkom lokalnom poviješću, popisom administrativnih stotina, indeksom župa i koordinatama geografske dužine i širine za gradove u grofoviji. Pojedinačne župe u Engleskoj započele su sastavljati od 1662. godine Hearth Tax Returns koji su sadržavali i karte lokalnog područja u privitku, a parice njihovih zapisa slali su se u središnje vladine urede državne riznice. Kako bi dopunio svoju 'novu veliku Kartu Engleske' iz 1677. godine, engleski kartograf John Adams sastavio je 1680. opsežan geografski časopis "Index Villaris" koji je sadržavao 24.000 mjesta popisanih s geografskim koordinatama podudarnih s kartom. "Geographical Dictionary" Edmunda Bohuna objavljen je 1688. u Londonu, a sastojao se od 806 stranica s 8.500 zapisa. U svojem djelu Edmund Bohun je pripisao prvi poznati zapadnjački geografski leksikon geografu Stefanu iz Bizantija (6. stoljeće) dok je također zabilježio utjecaj u svojem djelu iz Thesaurus Geographicus (1587) belgijskog geografa Abrahama Orteliusa (1527–1598), no tvrdio je kako se Orteliusovo djelo uvelike bavilo antičkom geografijom, a ne suvremenim informaicjama. Talijanski slikar Aldus Manutius u svojem je djelu iz 1502. prvi proučio djelo Ethnica (Εθνικά), jedini sačuvani fragment Stefanova geografskog rada.
Talijanski redovnik Phillippus Ferrarrius (umro 1626.) objavio je geografski rječnik "Epitome Geographicus in Quattuor Libros Divisum" u švicarskom gradu Zürichu 1605. godine. Svoje djelo podijelio je na glavne teme o gradovima, rijekama, planinama, te jezerima i močvarama. Svi toponimi, koji su navedeni na latinskom jeziku, poredani su abecednim redom unutar svakog glavnog poglavlja po geografskom tipu. Godinu dana poslije njegove smrti objavljen je njegov "Lexicon Geographicum" koji je sadržavao više od 9000 različitih zapisa geografskih mjesta. To je bio napredak u odnosu na Orteliusov rad, jer je obuhvaćao moderne toponime i mjesta koja su otkrivena nakon Orteliusova vremena.
Pierre Duval (1618. – 1683.), nećak francuskog kartografa Nicolasa Sansona, napisao je različite geografske rječnike. Među njih spadaju rječnik o opatijama u Francuskoj, rječnik o antičkim lokalitetima Asiraca, Perzijanaca, Grka i Rimljana s njihovim modernim ekvivalentnim imenima, te djelo objavljeno 1651. u Parizu koje je istovremeno bilo prvi univerzalni i vernakularni geografski rječnik Europe. Postupnim širenjem geografskog leksikona Laurencea Echarda iz 1693. i ovo je djelo također postalo univerzalni geografski rječnik koji je preveden na španjolski 1750. godine, na francuski 1809. godine, te na talijanski 1810. godine.
Nakon Američkog građanskog rata američki svećenik i povjesničar Jeremy Belknap i postmaster general Ebenezer Hazard namjeravali su objaviti prva poslijeratna geografska djela i leksikone, no njih je preduhitrio svećenik i geograf Jedidiah Morse sa svojim djelom Geography Made Easy iz 1784. godine. No Morse nije stigao na vrijeme dovršiti geografski leksikon za svoju geografiju iz 1784. pa ga je odgodio za neko drugo doba. Njegovo odgađanje objavljanja leksikona ipak je potrajalo predugo jednako kao što je 1795. bilo s Josephom Scottom koji je objavio prvi poslijeratni američki geografski leksikon Gazetteer of the United States. Uz pomoć Noaha Webstera i vlč. Samuela Austina, Morse je konačno 1797. objavio svoj geografski leksikon The American Universal Geography. Morseov geografski leksikon ipak je prošao nezamijećen među književnim kritičarima jer se na geografske leksikone gledalo kao na nešto što pripada nižoj književnoj klasi. Kritičar geografskog leksikona Josepha Scotta iz 1795. komentirao je kako je leksikon "malo više od mješavine politike, povijesti i raznovrsnih primjedbi o običajima, jezicima i umjetnosti različitih naroda, poredanih prema položaju teritorija na karti". Usprkos svemu, Morse je 1802. godine, slijedeći svoje izvorno djelo, objavio zajedno s vlč. Elijahom Parishom A New Gazetteer of the Eastern Continent. Ralph H. Brown je ocijenio kako je Elijah Parish napravio "lavovski udio u sastavljanju djela".

#### Moderno doba
Geografski leksikoni postali su vrlo popularni u Britaniji u 19. stoljeću s izdavačima kao što su Fullarton, Mackenzie, Chambers and W & A.K. Johnston, od kojih su mnogi bili škotski, zadovoljavajući javnu potražnju za informacijama o rastućem Carstvu. Ova britanska tradicija nastavlja se u elektroničko doba s inovacijama kao što su National Land and Property Gazetteer, na tekstu zasnovan Gazetteer for Scotland, te novi (2008) National Gazetteer (for Scotland), otprije poznat kao Definitive National Address - Scotland National Gazetteer. Uz lokalne i regionalne geografske leksikone objavljivali su se opsežni svjetski geografski leksikoni. Rani primjer bio je svjetski geografski leksikon kojeg su 1912. izdali Lippincott Williams & Wilkins. Osim navedenih postoje i interregionalni geografski leksikoni sa specifičnim fokusom kao što je geografski leksikon švedskog atlasa "Das Bästas Bilbok" (1969), cestovni atlas i vodič za Švedsku, Norvešku, Finsku i Dansku.

### Istočna Azija

#### Kina
Za vrijeme kineske dinastije Han (202. pr. Kr. – 220. po. Kr.) nastao je Yuejue Shu napisan 52. po. Kr. kojeg moderni sinolozi i povjesničari smatraju prototipom geografskog leksikona (kineski difangzhi), jer je sadržavao eseje o mnogo različitih predmeta o promjenama teritorijalnih podjela, osnivanju gradova, lokalnim proizvodima i običajima. Do danas je sačuvano preko 8.000 geografskih leksikona iz razdoblja prijemoderne Kine. Geografski leksikoni postali su uobičajeni za vrijeme dinastije Song (960. – 1279.), velik broj sačuvanih geografskih leksikona napisan je tijekom dinastija Ming (1368. – 1644.) i Qing (1644. – 1912.). Moderni znanstvenik Liu Weiyi bilježi kako je gotovo 400 geografskih leksikona sastavljeno u razdoblju između pada dinastije Han 220. godine i dinastije Tang (618. – 907.). Geografski leksikoni iz te ere fokusirali su se na granice i teritorije, toponime, planine i rijeke, antičke lokalitete, lokalne proizvode, lokalne mitove i legende, običaje, botaniku, topografiju te lokacije palača, ulica, hramova, itd. Do dinastije Tang geografski leksikoni postali su sve više geografski specifični s velikom količinom lokalnog sadržaja; primjerice, postojali su pojedinačni odlomci posvećeni lokalnoj astronomiji, školama, jarcima, kanalima, poštanskim uredima, oltarima, lokalnim božanstvima, hramovima, grobnicama, itd. Do dinastije Song postalo je uobičajeno za geografske leksikone da sadržavaju biografije lokalnih slavnih ličnosti, zapise o elitnim lokalnim obiteljima, bibliografije, te književne antologije poema i eseja posvećenih slavnim lokalnim mjestima. Geografski leksikoni tijekom dinastije Song sadržavali su također popise i opise gradskih bedema, nazive vrata, skloništa, tržnica, okruga, broj stanovnika, te prebivališta bivših prefekata.
Nakon što je dinastija Sui (581. – 618.) ujedinila politički podijeljenu Kinu, car Yang Sui je 610. godine naložio svim zapovjedništvima carstva da prirede geografske leksikone nazvane 'karte i traktati' (kineski tujing) kako bi središnja vlast mogla iskoristiti ogromnu količinu osuvremenjenih tekstualnih i vizualnih informacija o lokalnim cestama, rijekama, kanalima i spomenicima radi održavanja nadzora i pružanja veće zaštite. Iako se najranije postojeće kineske karte mogu datirati na 4. stoljeće pr. Kr., a tujing u razdoblje dinastija Qin (221. – 206. pr. Kr.) ili Han, upravo je ovo bio prvi poznati primjer u Kini kada su tekstualne informacije u tujingu postale primarni element nad crtanim ilustracijama. Ovaj proces osiguravanja karata i vizualne pomoći u pisanim geografskim leksikonima za vrijeme dinastije Sui - jednako kao i to što su lokalne administracije predočavale središnjoj vlasti geografske leksikone uz pomoć ilustrativnih karata - nastavljeno je u svakoj sljedećoj kineskoj dinastiji.
Povjesničar James M. Hargett tvrdi kako su do vremena dinastije Song geografski leksikoni postali mnogo više usmjereni prema služenju trenutačnim političkim, administrativnim i vojnim pitanjima nego što su bili tijekom ranijih razdoblja, a istovremeno je sastavljano više geografskih leksikona na lokalnoj i nacionalnoj razini nego što se to činilo prije. Car Taizu iz dinastije Song naložio je 971. godine Luu Duosunu i timu kartografa i znanstvenika da pokrenu sastavljanje ogromnog atlasa i državnog geografskog atlasa koji bi pokrivao unutarnju Kinu koja je tada obuhvaćala približno 1.200 pokrajina i 300 prefektura. Projekt je 1010. godine dovršio tim znanstvenika pod vodstvom Songa Zhuna koji ga je u 1.566 poglavlja predstavio prijestolju cara Zhenzonga. Ovaj se proces učestalog prikupljanja tujinga ili "vodiča za karte" iz dinastije Sui nastavio dalje, no usavršen je zrelim književnim rodom fangzhi ili "traktatom o mjestu" iz dinastije Song. Iako Zheng Qiao u 12. stoljeću nije zabilježio fangzhi prilikom pisanja svojeg enciklopedijskog djela Tongzhi koje je uključivalo razne monografije i geografije te gradove, ostali su poput bibliografa Chena Zhensuna iz 13. stoljeća popisivali u svojim djelima geografske leksikone umjesto vodiča za karte. Glavne razlike između fangzhija i tujinga bile su u tome što je fangzhi, prema Peteru K. Bolu, bio proizvod "lokalne inicijative, a ne središnje zapovijedi", te je obično bio deset, dvadeset ili čak pedeset poglavlja dulji u odnosu na prosječnih četiri poglavlja u vodičima za karte. Štoviše, fangzhi su gotovo uvijek bili tiskani jer su bili namijenjeni za široku čitateljsku javnost, dok je tujing bio isključivo zapis koji su izrađivali i čitali lokalni službenici, dok su ih službenici središnje vlasti prikupljali. Iako su geografske leksikone tijekom dinastije Song uglavnom sastavljali lokalni službenici, bibliografi su u to vrijeme zabilježili kako su ponekad neslužbeni, ali pismeni ljudi svojevoljno ili prema nalogu sami sastavljali geografske leksikone. Do 16. stoljeća i dinastije Ming lokalni su geografski leksikoni obično sastavljani prema lokalnoj zapovijedi umjesto naloga središnje vlasti. Povjesničar Peter K. Bol tvrdi kako su geografski leksikoni sastavljeni na taj način bili rezultat povećane domaće i internacionalne trgovine koja je facilitirala veće lokalno bogatstvo diljem Kine. Povjesničar R.H. Britnell piše o geografskim leksikonima u Kini za vrijeme dinastije Ming da su "do šesnaestog stoljeća one pokrajine ili samostani koji nisu imali geografski leksikon bili označavani nevažnim mjestima".
Dok je radio u Odjelu za obranu kartograf iz dinastije Tang Jia Dan (730. – 805.) sa svojim je kolegama prikupljao informacije od stranih izaslanika o njihovim domovinama, a od tih ispitivanja načinio je karte dopunjene tekstualnim informacijama. Iako su se nalazili unutar Kine, etnografske informacije o etničkim manjinama nehanskih naroda često su tijekom dinastija Ming i Qing bile bilježene u lokalnim povijestima i geografskim časopisima provincija kao što je Guizhou. Kako je dinastija Qing napredovala sa svojim trupama i vladinim službenicima sve dublje u područja Guizhoua koja nisu bila nastanjena ili se nisu nalazila pod upravom kineske vlasti, službeni geografski leksikoni nastojali su se revidirati kako bi uključili novoiscrtane okruge i tamošnje nehanske etničke skupine (većinom narod Miao). Iako su službenici iz kasnijeg razdoblja dinastije Ming, koji su prikupljali informacije o etničkim grupama Guizhoua, davali oskudne detalje o njima u svojim geografskim leksikonima (vjerojatno zbog njihova nedostatka kontakta s tim narodima), geografski leksikoni iz kasnijeg razdoblja dinastije Qing često su pružali mnogo opsežniju analizu. Do 1673. geografski leksikoni o Guizhouu sadržavali su različite pisane zapise o raznim narodima Miao u tom području. Povjesničarka Laura Holsteter piše o ilustracijama naroda Miao tiskanim na drvenim pločicama koji su se nalazili u geografskom leksikonu o Guizhouu tvrdeći kako je "verzija geografskog leksikona Kangxi iz 1692. godine pokazala profinjenu kvalitetu ilustracija u usporedbi s onom iz 1673. godine".
Povjesničar Timothy Brook tvrdi kako geografski leksikoni iz dinastije Ming pokazuju promjenu u stavovima kineskog plemstva prema tradicionalnoj nižoj trgovačkoj klasi. Kako je vrijeme prolazilo, plemstvo je tražilo novčana sredstva od trgovaca radi izgradnje i popravka škola, tiskanja školskih udžbenika, gradnje kineskih pagoda na auspicijskim lokslitetima, te za ostale stvari koje su bile potrebne plemstvu i školskim službenicima kako bi uspjeli. Stoga su plemenitaši koji su sastavljali geografske leksikone u drugoj polovici perioda Minga govorili u korist trgovaca, dok su u razdoblju prije toga oni bili rijetko spominjani. Brook i ostali moderni sinološki povjesničari također proučavaju i pregledavaju lokalne geografske leksikone iz dinastije Ming radi usporedbe informacija o stanovništvu sa suvremenim zapisima središnje vlasti koja je često davala sumnjive informacije o stanovništvu koje nije reflektiralo stvarnu veličinu kineskog stanovništva u to vrijeme.
Iako je bio poznatiji po svom radu na enciklopediji Gujin Tushu Jicheng, znanstvenik Jiang Tingxi iz ranog do srednjeg razdoblja dinastije Qing pomagao je ostalim znanstvenicima u sastavljanju djela "Daqing Yitongzhi" ('Geografski leksikon Carstva Qing'). Predgovor djelu napisan je 1744. (više od desetljeća nakon Jiangove smrti), dopune su izvršene 1764. a ponovni tisak bio je 1849. godine.
Talijanski isusovac Matteo Ricci stvorio je prvu opsežnu kartu svijeta na kineskom jeziku u ranom 17. stoljeću, dok su Europljani kasnije na kineski prevodili opsežne geografske leksikone svijeta. Kršćanski misionar William Muirhead (1822. – 1900.), koji je živio u Shanghaiju tijekom kasnog perioda dinastije Qing, objavio je geografski leksikon "Dili quanzhi" koji je ponovo tiskan u Japanu 1859. godine. Podijeljeno u petnaest svezaka ovo je djelo pokrivalo Europu, Aziju, Afriku i tihooceanske arhipelage, te je bilo dalje razdijeljeno na poglavlja o geografiji, topografiji, vodenim masama, atmosferi, biologiji, antropologiji i historijskoj geografiji. Kineski pomorski trgovački geografski leksikoni spominjali su mnoštvo različitih zemalja koje su trgovale s Kinom, pa se tako u djelu "Yuehaiguanzhi" ('Geografski leksikon pomorskim običaja u Guangdongu') tiskanom 1839. godine (reprint iz 1935.) spominju plovila SAD-a koja su se usidrila u Cantonu. Geografski leksikon "Haiguo tuzhi" ('Ilustrirani geografski leksikon pomorskih kraljevstava') koji je na kineskom jeziku napisao Wei Yuan 1844. godine (s materijalom pod utjecajem djela "Sizhou zhi" Lina Zexua) tiskan je u Japanu dva desetljeća poslije odnosno 1854. godine. To je djelo bilo popularno u Japanu ne zbog svog geografskog znanja, već zbog svoje analize potencijalne obrambene vojne strategije u obliku europskog imperijalizma i nedavnog poraza Qinga u Prvom opijumskom ratu zbog europskog topništva i topovnjača.
Nastavljajući staru tradiciju fangzhija, Republika Kina sastavila je i donijela nacionalne standarde za geografske leksikone 1929. godine, a nadopunila ih 1946. godine. Tiskanje geografskih leksikona revidirano je 1956. pod Mao Zedongom i ponovo 1980-ih nakon reformi ere Deng radi zamjene narodnim komuna tradicionalnim gradskim područjima. Maovi napori oko difangzhija pokazali su malo rezultata (samo 10 od 250 predviđenih okruga dovršilo je izdavanje geografskih časopisa), dok je pisanje difangzhija prekinuto tijekom Kulturne revolucije (1966. – 1976.), a zamijenilo ih je pisanje seoskih i obiteljskih povijesti koje su bile prikladnije za tematsku i klasnu borbu. Li Baiyu iz Shanxija proslijedio je pismo Odsjeku za propagandu KKP-a 1. svibnja 1979. kojim je zagovarao ponovo oživljavanje difangzhija. Ovaj prijedlog sponzorirao je Hu Yaobang u lipnju 1979. dok je Hu Qiaomu iz Politbiroa KKP-a dao podršku ideji u travnju 1980. godine. Prvo izdanje modernog nacionalnog časopisa difangzhi objavljeno je u siječnju 1981. godine.

#### Koreja
U Koreji su znanstvenici temeljili svoje geografske leksikone uglavnom na kineskom modelu. Poput kineskih geografskih leksikona postojali su nacionalni, provincijalni, te lokalni prefekturni korejski geografski leksikoni koji su sadržavali geografske informacije, demografske podatke, lokacije mostova, škola, hramova, grobnica, utvrda, paviljona i ostalih građevina, kulturnih običaja, lokalnih proizvoda, nazive klanova, te kratke biografije o poznatim osobama. Primjer potonjeg bilo je izdanje djela "Tongguk yogi su ngnam" ('Novo izdanje korejskog nacionalnog geografskog leksikona) iz 1530. godine koje je sadržavalo kratki iskaz o Paku Yŏnu (1378. – 1458.), bilježeći njegovu uspješnu karijeru u civilnoj službi, izvrsno djetinjstvo, besprijekornost u glazbenoj teoriji, te njegove hvalevrijedne napore u sistematizaciji ritualne muzike za Sejongov dvor. Kralj Sejong utemeljio je 1432. prvi nacionalni geografski leksikon u dinastiji Joseon pod nazivom "Sinch'an p'aldo" ('Novokomponirani geografski traktat o Osam krugova'). Dodavanjem materijala i ispravljanjem pogrešaka, naslov ovog geografskog leksikona revidiran je 1454. kao "Sinjŭng tongguk yŏji sŭngnam" ('Prošireno istraživanje o geografiji Koreje'), te prošireno 1612. godine. Joseonski Korejci također su stvorili internacionalne geografske leksikone. Geografski leksikon "Yojisongnam" koji se sastavljao od 1451. – 1500. godine daje kratki opis 369 različitih stranih zemalja poznatih joseonskoj Koreji u 15. stoljeću.

#### Japan
U Japanu su prije moderne ere postojali lokalni geografski leksikoni nazvani fudoki. Japanski geografski leksikoni sačuvali su povijesne i legendarne zapise o raznim regijama. Primjerice, provincijski geografski leksikon "Harima no kuni fudoki" iz ere Nara (710. – 794.), koji govori o provinciji Harimi, daje priču o navodnom posjetu cara Ōjina u 3. Stoljeću za vrijeme carske lovačke ekspedicije. Lokalni japanski geografski leksikoni mogu se također pronaći tijekom kasnijih perioda kao što je period Edo. Geografski leksikoni često su bili sastavljeni na zahtjev bogatih patrona; primjerice, šest znanstvenika u službi daimya u domaćinstvu Ikedi objavili su 1737. godine geografski leksikon "Biyō kokushi" za nekoliko okruga. Japanci su u 19. stoljeću počeli pisati geografske leksikone svijeta kao što su "Kon'yo zushiki" ('Protumačene karte svijeta') koji je objavio Mitsukuri Shōgo 1845. godine, "Hakkō tsūshi" ('Opsežan geografski leksikon čitavog svijeta') Mitsukurija Genpa iz 1856., te "Bankoku zushi" ('Ilustrirani geografski leksikon svjetskih nacija'), koji je napisao Englez Colton, preveo Sawa Ginjirō, a tiskao Tezuka Ritsu 1862. godine. Unatoč ambicioznom naslovu Genpovo djelo pokrivalo je samo 'Yōroppa bu' (Odlomak o Europi) dok planirani odlomak o Aziji nije objavljen.

### Južna Azija
U Indiji su prije moderne ere pisani geograski leksikoni. Primjerice, Munhta Nainsi napisao je geografski leksikon za regiju Marwar u 17. stoljeću. B.S. Baliga piše kako se povijest geografskog leksikona u Tamilu Naduu može datirati sve do klasičnog korpusa sangamske književnosti od 200. pr. Kr. do 300 po. Kr. Abu'l-Fazl ibn Mubarak, vezir Akbara Velikog od Mogulskog Carstva, napisao je Ain-e-Akbari, koji je obuhvaćao geografski leksikon s vrijednim informacijama o indijskom stanovništvu u 16. stoljeću.

### Islamski svijet
Islamski svijet prije početka moderne ere stvorio je nekoliko geografskih leksikona. Kartografi iz iranske dinastije Safavida stvorili su geografske leksikone o lokalnim područjima.

## Popis geografskih leksikona

### Svijet
Primjeri elektroničkih svjetskih geografskih leksikona mogu se pronaći na:
- NGA GEOnet Names Server  Arhivirana inačica izvorne stranice od 9. ožujka 2008. (Wayback Machine)
  - GEOnet Names Server (GNS) omogućuje pristup bazi podataka stranih naziva geografskih obilježja National Geospatial-Intelligence Agency (NGA) i U.S. Board on Geographic Names' (US BGN).
- World Gazetteer
  - za određeni grad prikazuje državu, pokrajinu, stanovništvo (netočno za neke države), koordinate, rang po stanovništvu među svim gradovima unutar iste države (netočan za neke države)
  - za svaku državu prikazuje kartu i tablicu pokrajina s površinom i stanovništvom, kartu gradova, abecednu tablicu gradova i tablicu najvećih gradova – tablice se mogu sortirati po izboru stupca
  - za svaku pokrajinu prikazuje abecednu tablicu gradova.
- Falling Rain Global Gazetteer
  - Sadrži 2.900.000 gradova izvan SAD-a. Za države i gradove prikazuje koordinate, visinu, vremensku prognozu, te kartu s položajem grada u odnosu na topografiju, granice i vodene površine (ne u odnosu na druge gradove); također popisuje gradove koji su u neposrednoj blizini, unutar 38 km, sa smjerom.
- Alexandria Digital Library na UCSB-u
  - http://www.alexandria.ucsb.edu/
  - http://www.alexandria.ucsb.edu/clients/gazetteer/%5Bneaktivna+poveznica%5D
    - omogućuje potragu za bilo kojom vrstom geografskog obilježja unutar pravokutnog područja ili čitavog svijeta s nazivom jednakim traženom pojmu ili onome koji sadrži traženi pojam; prikazuje koordinate, državu i pokrajinu na karti sitnog mjerila
- Getty Thesaurus of Geographic Names
  - http://www.getty.edu/research/tools/vocabulary/tgn/
  - Sličan prethodnome osim što se umjesto pravokutnog područja može specificirati država, te ne stvara kartu.
- EarthSearch
  - http://www.earthsearch.net/  Arhivirana inačica izvorne stranice od 27. ožujka 2019. (Wayback Machine)
  - Sličan prethodnim dvama, pretraga rječnika, prikaz koordinata, satelitskog snimka i karte države iz CIA World factbook
- The Fuzzy Gazetteer (European Commission/JRC Digital Map Archive)
  - http://dma.jrc.it/services/fuzzyg  Arhivirana inačica izvorne stranice od 11. siječnja 2019. (Wayback Machine)
  - Potraga za toponimima diljem svijeta uz moguće varijacije u pisanju, omogućujući traženje robusnijim.
- http://www.statoids.com/statoids.html - Hierarchical administrative subdivision codes (HASC)
- Flags of the World, prikazuje zastave svijeta, zajedno sa zastavama podnacionalnih entiteta uz dodatne informacije

### Antarktika
- SCAR Composite Gazetteer of Antarctica
- Bulgarian Antarctic Gazetteer
- USGS Geographic Names Information System: Antarctica
- British Antarctic Territory Gazetteer[neaktivna poveznica]
- Australian Antarctic Data Centre: Antarctic Gazetteer

### Azija
- Karnataka Gazetteer
- East Himalayan Gazetteer
  - Sastavio Royal Botanic Garden, Edinburgh, UK. Online geografski leksikon s 5.000 biljaka prikupljenih na lokalitetima u istočnom Nepalu, Sikkimu, distriktu Darjeeling, Butanu i dolini Chumbi (Tibet).
- China Historical Gazetteer

### Australija
- Gazetteer of Australia
  - Sadržaj iz Committee for Geographic Names in Australasia
  - Na stranicama Geoscience Australia

### Europa
- World War 2-era European Gazetteer

### Kanada
- Geografski leksikoni Kanade (engleski jezik)
  - https://web.archive.org/web/20060303031912/http://atlas.gc.ca/site/english/search/advanced_findaplace_search_form?show=link
  - https://web.archive.org/web/20090207222912/http://geonames.nrcan.gc.ca/index_e.php
  - Columbia Gazetteer of North America - Canada s AllRefer.com
  - Nova Scotia Gazetter

### Novi Zeland
- Index to Geographical Place Names & Street Names, na stranicama Land Information New Zealand

### Rusija
- Wörterbuch der russischen Gewässernamen (Rječnik ruskih hidronima), u 6 svezaka. Sastavili A. Kernd'l, R. Richhardt, i W. Eisold, pod vodstvom Maxa Vasmera. Wiesbaden, O. Harrassowitz, 1961
- Russisches geographisches Namenbuch (Knjiga ruskih geografskih imena), utemeljio Max Vasmer. Sastavili Ingrid Coper et al. Wiesbaden, Atlas and Volumes 1-9. O. Harrassowitz, 1964-1981. Dodatni svezak 11 pojavio se 1988, ISBN 3-447-02851-3, a dodatni svezak atlasa 1989, ISBN 3-447-02923-4.[1]

### SAD
- USGS Geographic Names Information System (GNIS)
  - http://geonames.usgs.gov/domestic/
- HomeTownLocator Gazetteer - US physical and cultural features, Census 2000 data
  - http://www.HomeTownLocator.com/
- The U.S. Gazetteer (1990 Census)
  - http://www.census.gov/cgi-bin/gazetteer
- American FactFinder
  - American FactFinder Arhivirana inačica izvorne stranice od 21. svibnja 2008. (Wayback Machine)
  - American Indian and Alaska Native (AIAN) Data and Links  Arhivirana inačica izvorne stranice od 11. prosinca 2012. (Wayback Machine)
  - Censo 2000 Puerto Rico  Arhivirana inačica izvorne stranice od 11. veljače 2020. (Wayback Machine)
- Columbia Gazetteer of North America
- A Gazetteer of Texas, published 1902, hosted by the Portal to Texas History
- A Gazetteer of Texas, by Henry Gannett, published 1904, hosted by the Portal to Texas History
- Gazetteer of the State of New York by Horatio Gates Spafford, A. M., published by H. C. Southwick, Albany, N.Y. 1813
- Gazetteer of the State of New York by J. H. French, published by R. Pearsall Smith, Syracuse, N.Y. 1860

### Ujedinjeno Kraljevstvo
- National Land and Property Gazetteer (NLPG)
- National Street Gazetteer (NSG)
  - Softver podržan od Aligned Assetsa
- Gazetteer for Scotland
  - Pod uredništvom Sveučilišta u Edinburghu i Kraljevskog škotskog geografskog društva
- The Ordnance Gazetteer of Scotland Francisa Groomea (tri izdanja, 1884, 1892 i 1901); najranije izdanje pojavilo se u sklopu Gazetteer for Scotland
- Imperial Gazetteer of Scotland vlč. Johna Mariusa Wilsona (1850-e)
- Imperial Gazetteer of England and Wales vlč. Johna Mariusa Wilsona (1870-1872)
- Comprehensive Gazetteer of England and Wales J.H.F. Brabnera (19. st.)

### Tematski geografski leksikoni
- Catalogue of Caravanserais/Khans
  - Katalog georeferenciranih karavan-saraja/hanova i ostalih građevinskih objekata (bedestani/kajserije, mostovi, utvrde, svjetionici/reflektori, tržnice/bazari, gostionice, itd.) poveanih s dugačkim trgovinskim putovima u Euroaziji.
- ShtetlSeeker and Town Locator tražilica na web stranici JewishGen, utemeljena na Where Once We Walked i uporabi sustava Daitch-Mokotoff Soundex za približno pisanje toponima
  - Pretražni katalog mjesta nastanjenih Židovima od 19. do sredine 20. st. u Srednjoj i Istočnoj Europi; obilježja na karti sadrže koordinate.

## Više informacija
- Popis geografskih tema
- Toponomastika